# Твитмайер, Тим
Тим Твитмайер (англ. Tim Twietmeyer; 30 ноября 1958) сверхмарафонец из г. Оберн, Калифорния. Работает техническим директором в Хьюлетт-Паккард в Розвилле штата Калифорния США. Твитмайер также является опытным горным и шоссейным велосипедистом, игроком в гольф и пловцом. Больше всего он известен своими пятью победами и 25 финишами из 24 часов в сверхмарафоне Вестерн Стейтс.

## Вестерн Стейтс
Твитмайер — единственный человек, кто пробежал Вестерн Стейтс 25 раз, и все из 24 часов. Его пять победных финишей состоялись в 1992, 1994—1996 и 1998 годах. В 2003 он сделал беспрецедентные 15 последовательных финишей в топ-5.
На протяжении 10 лет он состоял в совете попечителей и на данный момент является президентом фонда Вестерн Стейтс.

## Выносливость
Помимо достижений на Вестерн Стейтс 100 Твитмайер выигрывал Eagle 100-Mile Run в Канаде и финишировал в Монблан Ультратрейл, что проходит через Францию, Италию и Швейцарию. Он пробежал более 200 марафонов и сверхмарафонов.

### Основные достижения в карьере
- Вестерн Стейтс 100: пятикратный победитель; 15 финишей в топ-5; рекордсмен трассы среди ветеранов (17:17); 25 финишей из 24 часов
- Первый, кто пробежал Tahoe Rim Trail (165 миль) меньше чем за двое суток
- 21-кратный финишер American River 50 Mile Run
- 29-кратный финишер California International Marathon[англ.]
- Чемпион 1997 года и рекордсмен трассы Eagle 100-Mile Run в г. Пентиктон, Британская Колумбия
- Победитель нескольких 50-мильных и 50-километровых забегов, включая Jed Smith 50K и 50-миль Pueblo Nuevo
- Семь побед в California 50-Mile Endurance Run

## Личная жизнь
- У Тима и его жены Кэти трое сыновей.